# Sonnenfinsternis vom 23. November 2003
Die totale Sonnenfinsternis vom 23. November 2003 spielte sich ausschließlich auf der Südhalbkugel ab und war nur im südlichen Indischen Ozean und der Antarktis in ihrer totalen Phase zu sehen. Partiell konnte die Finsternis von Australien, Neuseeland und der Südspitze Südamerikas beobachtet werden.
Wie auch bei der ringförmigen Finsternis vom 31. Mai desselben Jahres bewegte sich der Schattenpfad in der „falschen“ Richtung von Ost nach West. Die Ursache hierfür ist analog der vorigen Finsternis und hängt damit zusammen, dass der Schattenkegel die Erde gerade noch berührte und gleichzeitig der Zeitpunkt der Finsternis in der Nähe der Sommersonnenwende lag, diesmal nur auf der Süd- statt der Nordhalbkugel.

## Folgende Sonnenfinsternisse
Die nächste zentrale Finsternis fand erst am 8. April 2005 statt: bei dieser hybriden Finsternis strich der Kernschatten über den Südpazifik. Im Jahr 2004 gab es überhaupt keine zentrale Finsternis und auch nur zwei partielle, und zwar am 19. April und 14. Oktober.